# Calliostoma conulus
Calliostoma conulus is een slakkensoort uit de familie Calliostomatidae. De wetenschappelijke naam van de soort is, als Trochus conulus, gepubliceerd in 1758 door Carl Linnaeus in de tiende editie van Systema naturae. "Conulus" is in de protoloog geschreven met een hoofdletter en dus een zelfstandig naamwoord. Het wordt daarom niet vervoegd.